# Одна туфля — это убийство
«Одна туфля — это убийство» (One Shoe Makes it Murder) — кинофильм 1982 года режиссёра Уильяма Хейла. Премьера состоялась 6 ноября 1982 года.

## Сюжет
К частному детективу приходит владелец известного казино в Лас-Вегасе с заданием найти его исчезнувшую жену. Однако, работая над этим делом, он на каждом шагу сталкивается с новыми трудностями. Ситуация становится ещё сложнее, когда неизвестный убивает его заказчика.

## В ролях
- Роберт Митчем — Гарольд Шиллман
- Энджи Дикинсон — Фэй Райд
- Мел Феррер — Карл Чарнок
- Хосе Перес — детектив Кармона
- Джон Харкинс — Смайли Копелл
- Ховард Хессеман — Джо Херви
- Эшер Браунер — Руди
- Билл Хендерсон — Чик
- Кэти Ширрифф — Кэролайн Чарнок

## Награды и номинации
В 1983 году лента была номинирована на премию «Эдгара Алана По» как лучший телефильм.